# 圣洛朗德米雷
圣洛朗德米雷（法語：Saint-Laurent-de-Muret，法語發音：[sɛ̃ loʁɑ̃ də myʁɛ]）是法国洛泽尔省的一个市镇，属于芒德区。

## 地理
圣洛朗德米雷（44°36'10"N, 3°12'25"E）面积46.04 平方千米，位于法国奧克西塔尼大區洛泽尔省，该省份为法国南部内陆省份，北起上盧瓦爾省和康塔爾省，西接阿韦龙省，南至加尔省，东临阿尔代什省。
与圣洛朗德米雷接壤的市镇（或旧市镇、城区）包括：勒比松、马尔沙斯泰勒、昂特雷纳、莱萨尔斯、科拉涅河畔堡、普兰叙埃若勒-马尔布宗。

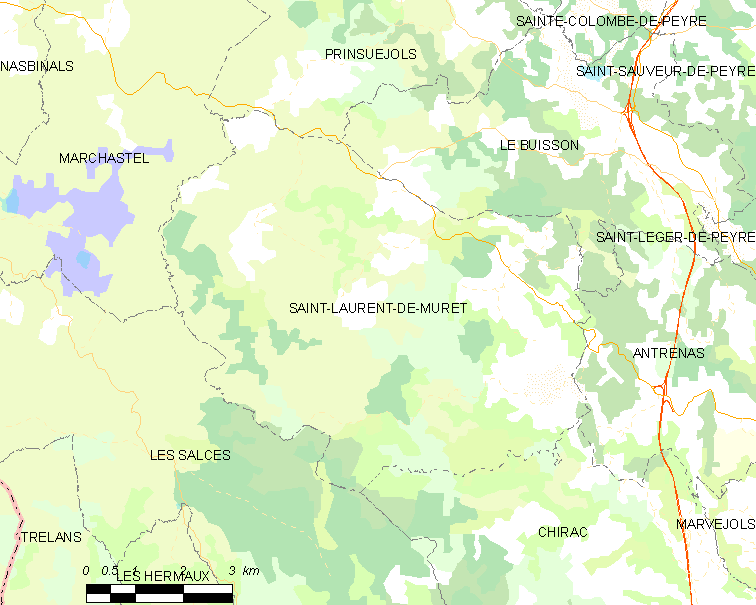
圣洛朗德米雷的OSM定位图

圣洛朗德米雷的时区为UTC+01:00、UTC+02:00（夏令时）。

## 行政
圣洛朗德米雷的邮政编码为48100，INSEE市镇编码为48165。

## 政治
圣洛朗德米雷所属的省级选区为欧布拉克地区佩尔县。

## 人口

1962-2008年间圣洛朗德米雷人口变化图示

圣洛朗德米雷于2022年1月1日时的人口数量为191人。